# Kuang (plaats)
Kuang is een plaats in de Maleisische deelstaat Selangor.
Kuang telt 7200 inwoners.